# Albert Waddington
Pour les articles homonymes, voir Waddington.
Charles Albert Pendrell Waddington est un historien et universitaire français né à Strasbourg le 23 décembre 1861 et mort à Lyon le 15 février 1926.

## Biographie
Albert Waddington est le fils de Charles-Pendrell Waddington et de Marie Denis, frère de Louise Waddington, mariée à Maurice Sibille.
Albert Waddington est un historien spécialiste de l'histoire de la Prusse. Il commence sa carrière comme maître de conférences à la faculté des lettres de Lyon en 1886.
Le 1er juin 1888, il soutient et fait valider ses deux thèses de doctorat ès lettres, à la Faculté de Paris. La première, en français, s'intéresse à l'acquisition de la couronne royale de Prusse par la maison de Hohenzollern. La deuxième, en latin, traite de la vie d'Hubert Languet.
En 1896, il est nommé professeur titulaire à la faculté des lettres de Lyon, et la même année, il devient membre d'honneur de la Société d'histoire d'Utrecht. En 1904, il est correspondant de l'Institut (académie des sciences morales et politiques).

## Famille

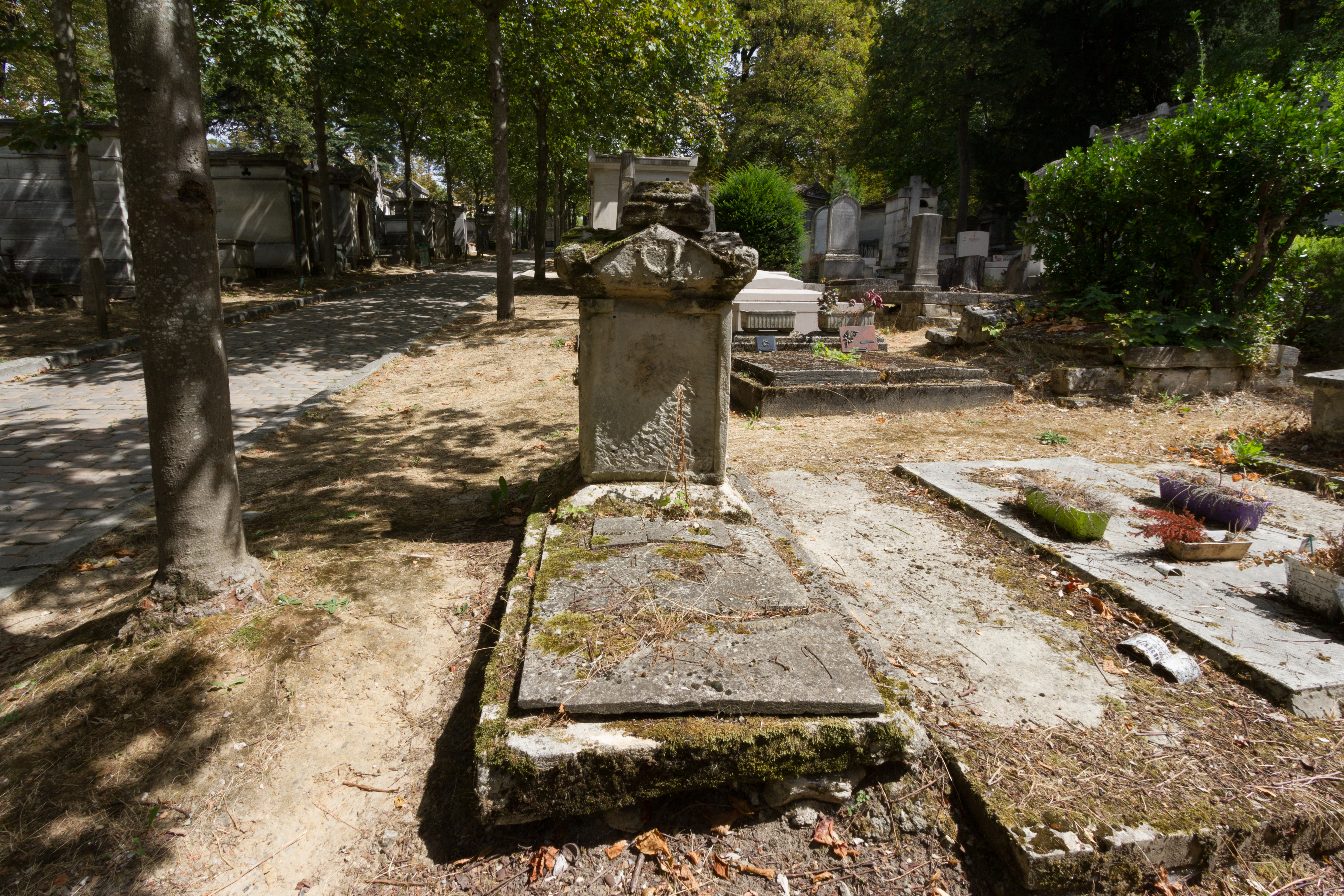
Tombe de William Waddington (1751-1818) à Paris.

- William Waddington, né en 1751, mort à Paris le 15 février 1818, banquier et négociant de coton à Londres et Paris, marié à Grace Valentin Sykes,
  - William Pendrell Waddington, né en Angleterre en 1791, naturalisé français en 1818, mort à Rome le 6 mars 1821, manufacturier, marié en 1818 avec Jeanne Marie Pauline Tzaut ;
    - Charles-Pendrell Waddington (1819-1914) marié 7 décembre 1853 avec Marie Denis (1832-1926)
      - Louise Waddington (1854-1918) mariée le 7 octobre 1880 avec Maurice Sibille (1847-1932)
      - Albert Waddington (1861-1926), maître de conférences à la faculté des lettres de Lyon, marié le 5 mai 1891 avec Pauline Ferrand (1866-1952).

  - Thomas Waddington, né à Londres le 25 décembre 1793, mort le 3 septembre 1869 à Ax-les-Thermes, manufacturier à Saint-Rémy-sur-Avre, marié en 1825 à Londres avec Janet MacKintosh Chisholm (1800-1890)[4],
    - William Henry Waddington (1826-1894), président du Conseil, marié en 1850 avec Mathilde Lutteroth (1826-1852),
      - Henri Waddington (1852- )

    - Francis Colin Waddington (vers 1828-1864), marié en 1862 avec Louise Gabrielle Vernes (1842-1921), fille du banquier Félix Vernes,
    - Mary Isabella Waddington (1833-1869),
    - Richard Pendrell Waddington (1838-1913), sénateur et ministre, marié en 1860 avec Louise Mary Ann Colisson-Miles (1840-1903)
      - Frédéric Arthur Waddington (1865-1949) marié à Hélène Victorine Ferrand (1868-1958)
      - Marguerite Waddington (1870-1952) mariée en 1890 avec Marcel Delmas (1865-1911), fils d'Émile Delmas
      - Alice Hélène Waddington (1878-1939)

  - Frédéric Waddington (1803-1873) marié en 1832 avec Clémentine Froment (1810-1889)[4]
    - Hélène Waddington (1832- )
    - Frédéric Evelyn Waddington (1841-1894)

## Publications

### Ouvrages
- L'acquisition de la couronne royale de Prusse par les Hohenzollern, Ernest Leroux, (thèse de doctorat ès lettres) 1888 (lire en ligne)
- De Huberti Langueti vita (1518-81), Ernest Leroux, (thèse de doctorat ès lettres) 1888 (lire en ligne)
- La République des Provinces-Unies, La France et les Pays-Bas Espagnols de 1630 à 1650, tome 1, 1630-1642, G. Masson éditeur, 1895 (lire en lignee')
- La République des Provinces-Unies. La France et les Pays-Bas Espagnols de 1630 à 1650, tome 2, 1642 à 1650, Masson éditeur, 1897
- La République des Provinces-Unies en 1630, Picard, 1893
- Histoire de Prusse, tome 1, Des origines à la mort du Grand Electeur (1688), Plon-Nourrit et Cie imprimeurs-éditeurs, 1911 (lire en ligne)
- Histoire de Prusse, tome 2, Les deux premiers rois (1688-1740), Plon-Nourrit et Cie imprimeurs-éditeurs, 1922 (lire en ligne)
- Le grand électeur Frédéric Guillaume de Brandebourg sa politique extérieure 1640-1688, tome 2, Plon-Nourrit et Cie imprimeurs-éditeurs, 1908 (lire en ligne)
- Commission des archives diplomatiques du ministère des affaires étrangères, Recueil des instructions données aux ambassadeurs et ministres de France depuis les traités de Westphalie jusqu'à la Révolution française avec une introduction et des notes par Albert Waddington, XVI, Prusse, Félix Alcan éditeur, Paris, 1901 (lire en ligne)

### Articles dans des revues
- « La France et les Protestants allemands sous Charles IX et Henri III », dans Revue historique, janvier-avril 1890, tome 42, p. 241-277 (lire en ligne)
- « L'auteur des Vindiciae contra tyrannos », dans Revue historique, janvier-avril 1893, tome 51, p. 65-69 (lire en ligne)
- « Une Intrigue secrète sous Louis XIII. Visées de Richelieu sur la principauté d'Orange (1625-1630) », dans Revue historique, mai-août 1895, tome 58, p. 276-291 (lire en ligne)
- « Un mémoire inédit sur la cour de Berlin en 1688 », dans Revue historique, janvier-avril 1892, tome 78, p. 72-94 (lire en ligne)

## Distinctions
- Chevalier de la Légion d'honneur en 1920[5].
- Officier de l'Instruction publique en 1895.
- Croix de guerre 1914–1918 en 1916.